# Schistura conirostris
Schistura conirostris är en fiskart som först beskrevs av Zhu 1982.  Schistura conirostris ingår i släktet Schistura och familjen grönlingsfiskar. Inga underarter finns listade i Catalogue of Life.